# Тривульцио, Джан Джакомо
Джан Джакомо Тривульцио (итал. Gian Giacomo Trivulzio; 1440 или 1441 — 5 декабря 1518) — итальянский кондотьер, участник Итальянских войн, маршал Франции (29.09.1499). Первый маркграф / маркиз Виджевано.

## Биография
Джан Джакомо Тривульцио родился в Милане, где учился, наряду с прочими, вместе с Галеаццо Мария Сфорца. В 1465 году отправился вместе с армией Галеаццо Марии Сфорца во Францию на помощь Людовику XI, позднее принимал участие в войнах Милана против Бартоломео Коллеоне, и воевал в Романье вместе с Федериго да Монтефельтро.
В 1478 году он поддержал флорентийцев против папы Сикста IV. В 1480 году Джан Джакомо Тривульцио приобрёл замок Мезокко (Швейцария) и окружающие земли. В 1483 году он покинул миланского правителя Лодовико Сфорца и перешёл на службу к французскому королю Карлу VIII. В 1484 году Тривульцио разбил венецианцев при Мартиненго.
В 1488 году, после смерти первой жены (Маргериты Коллеоне), он женился на Беатрисе д’Авалос; в июне того же года он отправился в южную Италию и стал служить Фернандо I, королю Неаполя. Когда Карл VIII вторгся в Италию, то Джан Джакомо Тривульцио получил под командование неаполитанскую армию, и именно ему пришлось подписывать мирный договор с французами. Впечатлённый его способностями, Карл VIII с разрешения Фернандо I взял Тривульцио к себе на службу с жалованьем 10 000 дукатов в год. Тривульцио отправился с армией Карла VIII во Францию, и сражался в сражении при Форново, в котором французские войска пробились сквозь превосходящие силы Венецианской лиги.
15 июня 1495 года Джан Джакомо Тривульцио был назначен губернатором Асти, ему были пожалованы земли во Франции. После смерти Карла VIII его преемник Людовик XII дал под командование Тривульцио большую армию для завоевания Миланского герцогства, а после успешного выполнения этой задачи сделал его фактическим правителем Милана. 
Как сообщает итальянский автор Лодовико Гвиччардини в своем сочинении «Часы досуга» (1565), Тривульцио ответил на вопрос Людовика XII, какие приготовления нужны для завоевания Миланского герцогства так: «Для войны нужны три вещи: деньги, деньги и еще раз деньги».
Позднее Джан Джакомо Тривульцио принимал участие в битве при Аньяделло (против венецианцев), командовал французскими войсками в битве при Новаре и (на этот раз уже в союзе с венецианцами) в битве при Мариньяно. В 1516 году он успешно защитил Милан от войск Максимилиана I.
Однако вскоре слухи о его поведении на посту губернатора ввергли его в немилость. Он отправился во Францию, чтобы реабилитировать себя перед Франциском I, но тщетно. Джан Джакомо Тривульцио умер по пути через Альпы в 1518 году.
Тривульцио скопил огромное количество денег, часть которых он потратил на покровительство искусствам. В частности, он делал заказы Брамантино, который оформил его мавзолей в миланском храме Сан-Надзаро, и Леонардо да Винчи, который хотел создать его конную статую. Выполненные по его заказу гобелены с изображением месяцев года до сих пор украшают Кастелло Сфорцеско.